# Conostylis crassinerva
Conostylis crassinerva là một loài thực vật có hoa trong họ Huyết bì thảo. Loài này được J.W.Green mô tả khoa học đầu tiên năm 1961.